# Rio Una (Paraíba)
O rio Una é um curso de água que banha o estado da Paraíba, no Brasil. É o principal formador e afluente do rio Cabocó. Nasce no município de Sapé, cruza o de Cruz do Espírito Santo e forma, junto com o rio Engenho Novo, o Cabocó.

## Topônimo
Segundo o tupinólogo Eduardo Navarro, o topônimo "Una" procede do tupi antigo una, que significa "preto, escuro".